# Talmühle (Boxberg)
Talmühle ist ein Wohnplatz auf der Gemarkung des Boxberger Stadtteils Bobstadt im Main-Tauber-Kreis im fränkisch geprägten Nordosten Baden-Württembergs.

## Geographie

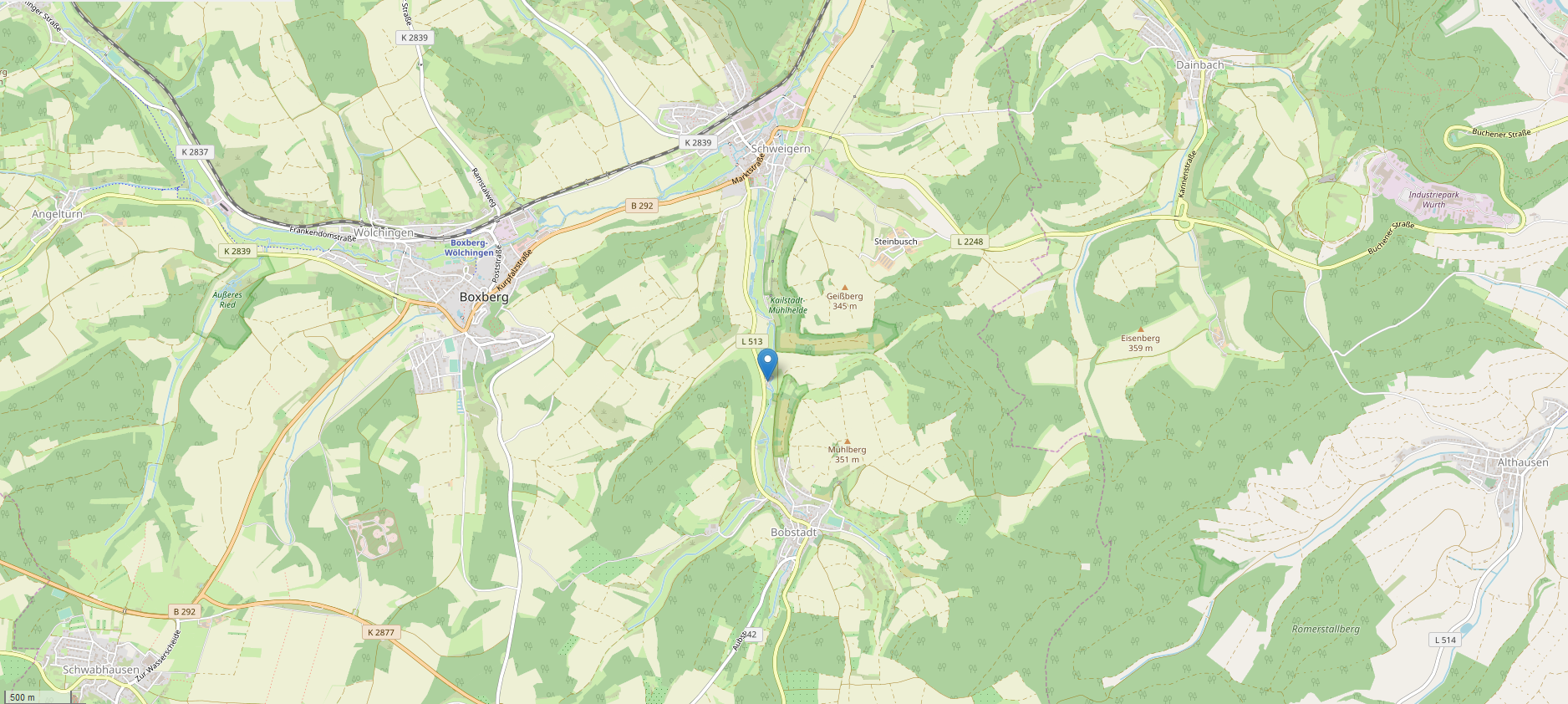
Lage des Wohnplatzes Talmühle

Die Talmühle liegt zwischen den Boxberger Stadtteilen Bobstadt und Schweigern im Ursbachtal.

## Geschichte
Der Wohnplatz Talmühle kam als Teil der ehemals selbständigen Gemeinde Bobstadt am 1. Januar 1973 zur Stadt Boxberg.

## Verkehr
Die in Schweigern von der B 292 abzweigende L 513 führt von Nord nach Süd am Wohnplatz Talmühle vorbei. Am Wohnplatz befindet sich die gleichnamige Straße Talmühle.